# 支鑒
支鑒（？—？），安徽聞喜人，清朝政治人物。
乾隆五十七年，接替徐鑒。擔任江蘇荆溪縣知縣攝任。后由張永和 (知縣)接任。嘉慶五年，接替蒋励宣，署江蘇宜興縣知縣。后由郎賡接任。